# Lee Yi-hsiu
Dans ce nom, le nom de famille, Lee, précède le nom personnel.
 (novembre 2022).
Lee Yi-hsiu (chinois traditionnel : 李易修 ; pinyin : Lǐ Yìxiū ; né le 17 juin 1988), connu sous le surnom de « Frère de l'histoire » (chinois : 歷史哥), est un militant politique taïwanais appartenant à l'Union Pan-Bleu, une personnalité de la radio au service de la Broadcasting Corporation of China (BCC), et une célébrité d'Internet. Il est titulaire d'une maîtrise en histoire de l'Université nationale normale de Taïwan. Il était un membre clé de plusieurs organisations politiques qui soutenaient Han Kuo-yu,.